# At Least for Now
At Least for Now es el álbum debut del músico, cantante y poeta Benjamin Clementine. Fue grabado luego de que Clementine ganara aclamación por sus dos EP anteriores.

## Lista de canciones
Todas las canciones escritas por Benjamin Clementine.

Todas las canciones escritas y compuestas por Benjamin Clementine. 
| N.º | Título                                | Duración |  |
| 1.  | «Winston Churchill's Boy»             | 5:37     |  |
| 2.  | «Then I Heard a Bachelor's Cry»       | 5:08     |  |
| 3.  | «London»                              | 4:01     |  |
| 4.  | «Adiós»                               | 4:17     |  |
| 5.  | «St-Clementine-on-Tea-and-Croissants» | 1:12     |  |
| 6.  | «Nemesis»                             | 5:04     |  |
| 7.  | «The People and I»                    | 5:16     |  |
| 8.  | «Condolence»                          | 6:30     |  |
| 9.  | «Cornerstone»                         | 4:31     |  |
| 10. | «Quiver a Little»                     | 4:42     |  |
| 11. | «Gone»                                | 4:32     |  |

## Personal
- Benjamin Clementine: voz, piano, teclados, percusión, pisadas en St-Clementine-on-Tea-and-Croissants.
- Alexis Brossard: batería.
- Manu Sauvage: bajo, teclado bajo.
- Jonathan Quarmby: bajo en Quiver a Little.

Producción
- Benjamin Clementine: productor.
- Jonathan Quarmby: ingeniero principal.
- Ingenieros: Richard Woodcraft.
- Grabado en: RAK Studios, Londres (Inglaterra), excepto la canción Adiós, grabada en París, en Marlon B Studios.
- Diseño de portada: Benjamin Clementine, Akatre; basada en El hijo del hombre de René Magritte (frontal).
- Fotografía: Akatre (portada interior francesa).